# اندیس آنومالی هنزاکوئید
آنومالی هنزاکوئید یک اندیس فلزی است که در حوالی شهر سردونیه استان کرمان قرار دارد و مادهٔ معدنی موجود در آن، طلا است.  در این اندیس، پاراژنز‌های مس، سرب، روی، مولیبدن، طلا، نقره، ارسنیک یافت می‌شوند.